# High ’n’ Dry
High 'n' Dry – drugi album studyjny brytyjskiej grupy Def Leppard, wydany w 1981 roku nakładem Mercury Records i Vertigo Records.

## Lista utworów
1. Let It Go (Clark, Elliott, Willis) – 4:43
2. Another Hit and Run (Elliott, Savage) – 4:59
3. High ’n’ Dry (Saturday Night) (Clark, Elliott, Savage) – 3:27
4. Bringin' On the Heartbreak (Clark, Elliott, Willis) – 4:34
5. Switch 625 (Clark) – 3:03
6. You Got Me Runnin' (Clark, Elliott, Willis) – 4:23
7. Lady Strange (Allen, Clark, Elliott, Willis) – 4:39
8. On Through the Night (Clark, Elliott, Savage) – 5:06
9. Mirror, Mirror (Look into My Eyes) (Clark, Elliott, Savage) – 4:08
10. No No No (Elliott, Savage, Willis) – 3:13

## Wykonawcy
- Rick Allen - perkusja, wokal
- Steve Clark - gitara, wokal
- Joe Elliott - wokal
- Rick Savage - gitara basowa, wokal
- Pete Willis - gitara, wokal

## Pozycje na listach
| Kraj              | Pozycja |
| ----------------- | ------- |
| Wielka Brytania   | 26      |
| Stany Zjednoczone | 38      |
| Szwecja           | 31      |